# Ron's Gone Wrong
Ron's Gone Wrong (Brasil: Ron Bugado; Portugal: Ron Dá Erro) é um filme britânico-estadunidense de animação digital dos gêneros comédia e ficção científica de 2021, dirigido por Sarah Smith e Jean-Philippe Vine (em sua estreia na direção na direção de longas-metragens), codirigido por Octavio Rodriguez e escrito por Sarah Smith e Peter Barnhaym.
Ron's Gone Wrong teve sua estreia mundial no Festival de Cinema de Londres em 9 de outubro de 2021 e foi lançado nos cinemas do Reino Unido em 15 de outubro e nos Estados Unidos em 22 de outubro de 2021 em versão 3D limitada nos cinemas da AMC e Regal, pela 20th Century Studios. Servindo como o primeiro filme de animação do estúdio a ser lançado desde o fechamento da Blue Sky Studios em 10 de abril de 2021, bem como o primeiro filme de animação a ser lançado com o nome de 20th Century Studios. O filme arrecadou US$ 59,3 milhões em todo o mundo e recebeu críticas geralmente positivas.

## Sinopse
Barney é um estudante antissocial do ensino fundamental, e Ron, seu novo dispositivo digitalmente conectado, que anda, fala e é, supostamente, seu “Melhor Amigo Fora da Caixa”. Os divertidos problemas de funcionamento do Ron, colocados contra o pano de fundo da era da mídia social, lançam a dupla em uma jornada repleta de ação, onde menino e robô aceitam a maravilhosa confusão de uma amizade verdadeira.

## Enredo
A gigante da tecnologia Bubble revela sua mais recente criação: o B-bot, criado pelo CEO da Bubble, Marc Wydell, com a intenção de fazer um amigo robô projetado para ajudar a fazer amigos por meio de algoritmo. Na cidade de Nonsuch, Califórnia, o estudante do ensino médio Barney Pudowski, cuja mãe faleceu, é o único garoto de sua turma que não tem um B-bot. Seus ex-amigos de infância, Savannah Meades, Rich Belcher, Noah e Ava, foram todos absorvidos por seus B-bots individuais. No aniversário de Barney, seu pai, Graham, e sua avó, Donka, percebem que ele não tem amigos. Eles vão às pressas a uma loja Bubble, mas ela fecha durante o dia, o que os leva a comprar uma loja levemente danificada do entregador da loja.
Barney recebe o B-bot como presente de aniversário atrasado, mas ao ativá-lo, ele rapidamente descobre que ele está com defeito e com falhas. Não querendo incomodar o pai, Barney decide levá-lo de volta à loja Bubble para consertá-lo, mas acaba encontrando Rich e seus amigos, que provocam e tentam humilhar Barney. O B-bot começa a revidar quando suas funções de segurança foram desativadas, com ele e Barney fugindo felizes. Porém, Rich chama a polícia e eles, junto com Graham e Donka, são levados à loja Bubble para que o B-bot possa ser reciclado. Não querendo vê-lo partir, Barney o resgata secretamente e o chama de Ron, após os primeiros caracteres de seu número de modelo.
Quando as ações de Barney e Ron são relatadas, Marc fica feliz em ver Ron ir contra sua programação, enquanto seu colega executivo Andrew Morris vê isso como má publicidade, acreditando que Ron deve ser destruído para que o problema seja resolvido. Barney ensina Ron a ser um bom amigo e, enquanto sai, encontra Savannah, que mostra a Ron que seu propósito é ajudar Barney a fazer amigos. Apesar de Barney ter dito a Savannah para não fazer isso, ela posta as ações de Ron online, alertando Bubble. No dia seguinte, Ron sai de casa e tenta conseguir “amigos” para Barney, trazendo uma série de pessoas aleatórias para a escola. Depois que Barney se mete em problemas, Rich descobre a função desbloqueada de Ron e a baixa, fazendo com que todos os outros B-bots tenham seus recursos de segurança desligados. Os B-bots correm soltos, solicitando que uma atualização de patch seja enviada a eles, mas não antes de Savannah ser publicamente humilhada.
Barney é expulso da escola e repreende Ron, mas ao voltar para casa, percebe que Ron estava apenas tentando ser um amigo exatamente como lhe foi ensinado. Ele decide fugir com Ron quando os funcionários da Bubble vêm buscá-los. Eles encontram Savannah brevemente, ainda chateado com o incidente, e dizem a ela que ele vai se esconder na floresta. Enquanto isso, enquanto Andrew avisa Marc sobre as ramificações do B-bot, Marc foge para encontrar Ron enquanto Bubble usa seus recursos para assumir o controle de todos os B-bots e ir procurar Ron e Barney na floresta. Devido ao frio e à asma de Barney, ele fica fraco e Ron o traz de volta à civilização nos arredores da escola, onde Savannah, Rich, Noah e Ava correm para ajudá-lo.
Barney é levado ao hospital e se recupera antes de conhecer Marc, que remendou Ron para torná-lo igual a qualquer outro B-Bot. Barney exige que Marc acesse a nuvem para obter a personalidade original de Ron, mas Andrew assumiu o controle da empresa e bloqueou Marc. Através de um plano elaborado em que Barney, Graham, Donka e Marc invadem o QG do Bubble, Barney consegue chegar ao banco de dados do Bubble, encontra os dados originais de Ron e o carrega de volta em seu corpo, restaurando-o ao seu código original. Vendo que Bubble tem acesso direto ao B-bot de todos e percebendo que várias outras pessoas estão tão solitárias quanto ele, Barney sugere atualizar todos os B-bots para terem as falhas de Ron. No entanto, isso significa que Ron será disperso. Barney relutantemente se despede de Ron enquanto sua programação se espalha para todos, misturando o algoritmo de amizade de Marc com o código de Ron. Marc chantageia Andrew para que devolva sua posição de CEO depois de gravá-lo secretamente admitindo que os B-bots espionam seus proprietários para obter lucro.
Três meses depois, todos têm um B-bot defeituoso, mas estão felizes com suas personalidades estranhas e selvagens. Barney (que agora pode voltar à escola) não tem mais, mas se tornou muito mais sociável e se aproximou de seus antigos amigos. Enquanto eles estão no recreio, uma torre gigante de bolhas com vista para Nonsuch mostra o rosto de Ron, o que implica que Ron ainda pode estar vivo.

## Elenco
- Zach Galifianakis como Ron, o B-bot com defeito de Barney.[5]
- Jack Dylan Grazer como Barney Pudowski, um estudante antissocial do ensino fundamental.[6][7][8]
- Olivia Colman como Donka Pudowski
- Ed Helms como Graham Pudowski, o pai de Barney.
- Justice Smith como Marc Wydell, um dos criadores do B-Bot.
- Rob Delaney como Andrew Morris, o CEO da Bubble.
- Kylie Cantrall como Savannah Meades.
- Ricardo Hurtado como Rich Belcher.
- Marcus Scribner como Alex
- Thomas Barbusca como Jayden, um dos criadores do B-Bot.

## Produção
O estúdio de animação britânico Locksmith Animation havia assinado um acordo com a Paramount Pictures em 2016 até uma mudança de executivos e foco, então a Paramount liberou a Locksmith de seu negócio. A Locksmith levou seus três projetos em desenvolvimento para a 20th Century Fox em um contrato de vários filmes de longo prazo com um filme aprovado para produção. Em 12 de outubro de 2017, foi anunciado que o primeiro filme a ser lançado pela Locksmith Animation seria Ron's Gone Wrong, originalmente programado para lançamento em novembro de 2020 pela 20th Century Fox. Alessandro Carloni e Jean-Phillipe Vine serviriam como codiretores do filme, enquanto Peter Baynham e a co-fundadora da Locksmith, Sarah Smith escreveriam o roteiro. A Double Negative estava a bordo como parceira de produção digital. Baynham e Elisabeth Murdoch foram nomeados produtores executivos no mesmo dia. Em 30 de outubro, a 20th Century Fox Animation foi designada para trabalhar com a Locksmith. Em maio de 2020, Octavio Rodriguez substituiu Carloni como co-diretor, e em janeiro de 2021, Smith se juntou a eles como diretora.
A produção do filme foi feita remotamente devido a pandemia de COVID-19.

## Música
Em 9 de fevereiro de 2021, Henry Jackman foi anunciado como compositor da trilha sonora do filme.

## Lançamento
Ron's Gone Wrong foi lançado nos Estados Unidos em 22 de outubro de 2021, pela 20th Century Studios. Foi provisoriamente agendado para 6 de novembro de 2020, 26 de fevereiro de 2021 e 23 de abril de 2021, tendo sido adiado devido á pandemia de COVID-19. O filme teve sua estreia mundial na edição de 2021 do BFI London Film Festival, em 9 de outubro de 2021.  Naquele mesmo dia, o filme foi exibido durante o 36º Festival Internacional de Cinema de Guadalajara. O filme também teve uma exibição surpresa especial no El Capitan Theatre no dia de seu lançamento, 22 de outubro. O filme foi exibido exclusivamente nos cinemas dos Estados Unidos por 45 dias antes de ir para as plataformas digitais.
No Brasil, o filme foi lançado nos cinemas em 21 de outubro de 2021.
Ron's Gone Wrong será o único filme da Locksmith Animation a ser distribuído pela 20th Century Studios, já que a distribuição de futuros filmes do estúdio será feita pela Warner Bros. Pictures, após um contrato de vários anos assinado em 2019.

### Home media
O filme será lançado em DVD, Blu-ray e 4K Ultra HD em 7 de dezembro de 2021 e em Digital em 15 de dezembro de 2021 nos Estados Unidos, pela Walt Disney Studios Home Entertainment.
O filme estará disponível para streaming no HBO Max e Disney+ em 15 de dezembro nos Estados Unidos, depois que a Disney fechou um acordo com a WarnerMedia para alguns filmes futuros da 20th Century Studios serem transmitidos entre Disney+, HBO Max e Hulu.

## Recepção

### Bilheteria
Até 5 de dezembro de 2021, Ron's Gone Wrong arrecadou US$ 22,9 milhões nos Estados Unidos e Canadá, e US$ 36,5 milhões em outros territórios, para um total mundial de US$ 59,4 milhões. 
Nos Estados Unidos e Canadá, Ron's Gone Wrong foi lançado junto de Dune, e foi projetado para arrecadar cerca de US$ 10 milhões em 3.065 cinemas em seu fim de semana de estreia. O filme arrecadou US$ 2,3 milhões em seu primeiro dia, incluindo US$ 260.000 nas prévias de quinta-feira à noite. Ele estreou em quinto lugar com US$ 7,3 milhões. Em seu segundo fim de semana, o filme caiu 48% e arrecadou US$ 3,7 milhões.

### Crítica especializada
No site agregador de críticas Rotten Tomatoes, o filme detém uma taxa de aprovação de 80% baseada em 93 críticas, com uma classificação média de 6,60/10. O consenso crítico do site diz: "Não é o primeiro filme de animação a confrontar o avanço da tecnologia, mas em termos de encontrar um equilíbrio divertido entre humor e coração, Ron Bugado acerta.". No Metacritic, o filme tem uma pontuação de 65 em 100, com base em 23 críticas, indicando "críticas geralmente favoráveis". O público entrevistado pelo CinemaScore deu ao filme uma nota média de "A" em uma escala de A+ a F.